# شهرستان شیانگیین
شهرستان شیانگیین (به لاتین: Xiangyin County) یک شهرستان‌های جمهوری خلق چین در چین است که در یویونگ واقع شده‌است.